# Dague en fer météoritique de Toutânkhamon

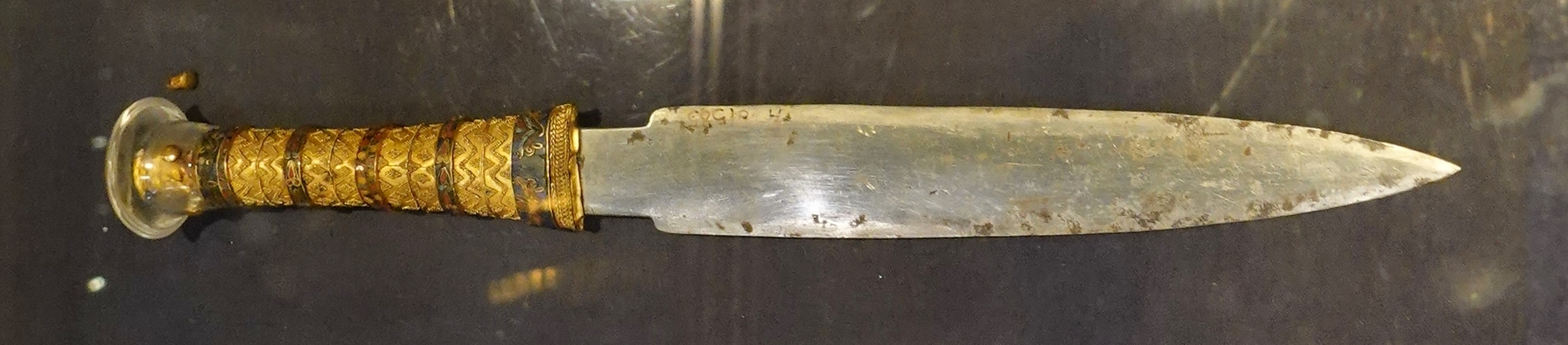
La dague de fer météoritique trouvée sur la momie de Toutânkhamon.

La dague en fer météoritique de Toutânkhamon, ou plus simplement la dague de Toutânkhamon, est une dague à lame de fer découverte en 1925 dans le tombeau du pharaon Toutânkhamon dans la vallée des Rois par l'archéologue Howard Carter. La composition chimique de la lame s'approchant de celle des météorites, il a été déterminé que la matière première de la dague avait été extraite d'une météorite tombée sur Terre. La dague est conservée au Musée égyptien du Caire.

## Composition et analyse
Depuis les années 1960, la teneur élevée en nickel de la lame est considérée comme preuve qu'elle provient d'une météorite de fer. Une étude plus récente en 2016, utilisant la spectrométrie de fluorescence des rayons X, indique que la lame est composée principalement de fer (Fe), ainsi que de 11 % de nickel (Ni) et de 0,6 % de cobalt (Co). Cette composition est dans la médiane d'un groupe de 76 météorites de fer précédemment découvertes : « La teneur en nickel dans le métal brut de la plupart des météorites de fer varie entre 5 et 35 %, tandis qu'il ne dépasse jamais 4 % dans les artefacts de fer produits à partir de matériaux terrestres avant le XIXe siècle ». Le rapport cobalt/nickel de la lame est également comparable à d'autres matériaux météoritiques.
Lors de la momification du pharaon Toutânkhamon vers 1323 av. J.-C. (pendant l'âge du bronze), la fabrication d'objets en fer était rare. Ces objets étaient utilisés à des fins artistiques, ornementales, rituelles, ainsi que pour des cadeaux ou pour le pigment rouge du fer,. Le fer était donc plus précieux que l'or à cette époque. Des artefacts en fer étaient utilisés comme cadeaux diplomatiques royaux dans la période ayant précédé le règne de Toutânkhamon (sous Amenhotep III),,,,.
En 2022, une cartographie bidimensionnelle de la teneur en nickel montre des arrangements discontinus en bandes larges d'environ 1 mm, certainement le vestige de figures de Widmanstätten. La teneur moyenne (11,8 ± 0,5 %pds) et ces figures de Widmanstätten impliquent que le fer de la lame provient d'une octaédrite. Les taches noires riches en soufre, distribuées de manière aléatoire, sont probablement les restes d'enclaves de troïlite (FeS). La conservation de figures de Widmanstätten et d'enclaves de troïlite montrent que la lame a été forgée à basse température (< 950 °C). La poignée en or avec quelques % de calcium (sans soufre) suggère l'emploi d'un enduit à la chaux et non de plâtre comme adhésif pour les décorations de la poignée. L'usage d'enduit à la chaux n'ayant commencé en Égypte que pendant la période ptolémaïque (305-30 av. J.-C.), la poignée est sans doute d'origine étrangère, peut-être en provenance du Mittani, en Anatolie, comme le suggère l'une des lettres d'Amarna selon laquelle un poignard en fer à poignée d'or a été offert par le roi du Mittani à Amenhotep III (le grand-père de Toutânkhamon).

## Obstacles à l'étude
Déterminer la présence de fer pendant l'Antiquité — ce qui inclut des traces de son extraction, de sa forge et de son apparition dans différentes civilisations — est un sujet récurrent d'études et de discussions entre spécialistes. De la fin du Néolithique à l'âge du bronze, les cultures de l'est de la Méditerranée utilisent peu le fer. L'existence d'objets en fer forgé pendant cette époque est peu courante, voire rare, et on pense que la plupart proviennent de minerais trouvés dans des météorites. Cependant, les méthodes de travail du fer, ses utilisations et sa circulation dans les sociétés préhistoriques sont toujours un sujet de débats dans la communauté scientifique à cause du manque de connaissances et de données à son sujet. Ces débats incluent la possible origine météoritique de la dague de fer de Toutânkhamon,.
Il est également difficile d'obtenir des permissions pour analyser les artefacts de l'Égypte antique, que ce soit par des examens destructifs — par prélèvement de petits échantillons — ou même non destructifs,.
Des avancées technologiques permettant l'analyse plus poussée des artefacts anciens sont apparues, si bien que, « au cours des vingt dernières années [avant 2016], une amélioration impressionnante de la technologie des détecteurs a permis de nouvelles applications d'analyses ». Les dernières technologies de spectrométrie de fluorescence des rayons X, qui permettent des analyses non invasives, ont démontré de meilleures capacités de déconstruction permettant de déterminer plus précisément la composition chimique des artefacts étudiés et d'obtenir des données sur les éléments qui les constituent. Les spectromètres utilisés dans cette étude particulière désormais célèbre sont également transportables à la main,,,,.

## Contexte historique
Il n'y a aucune preuve de l'existence de travail du fer en Égypte antique jusqu'au VIe siècle av. J.-C. Le plus ancien exemple d'utilisation du fer métallique date d'environ 3400 av. J.-C. Cela correspond à l'époque préhistorique, avant que l'Égypte ne devienne un État à part entière dirigé par un pharaon.

### Perles métalliques
Des perles métalliques et des pierres précieuses ont été découvertes autour de la taille et du cou d'un homme enterré dans le cimetière de Gerzeh, à 70 km au sud du Caire. Peu de temps après leur découverte en 1911, une analyse a révélé que les perles étaient riches en nickel. Le fer météoritique étant riche en nickel, cela indiquait une origine météoritique. Cependant, dans les années 1980, des doutes ont surgi quand des spécialistes en archéométallurgie ont suggéré que certains objets faits de fer riche en nickel avaient été produits à partir de filons terrestres contenant du nickel. Pour prouver une provenance météoritique, une analyse plus poussée était nécessaire.
En 2013, une de ces perles, conservée au Manchester Museum, a été photographiée et scannée au microscope électronique pour révéler sa micro-structure et sa composition chimique. Une tomodensitométrie a également été effectuée. Les résultats indiquent que la micro-structure et la composition des perles correspondent à une météorite de fer qui aurait été travaillée en une fine feuille de métal, puis roulée en forme de tube pour former des perles. Ainsi, « pour la première fois, en utilisant la technologie moderne, les chercheurs ont obtenu des preuves concluantes que la plus ancienne utilisation connue du fer par les Égyptiens provenait d'une météorite ».

### Trésor de Toutânkhamon
Dix-neuf objets en fer ont été découverts dans la tombe de Toutânkhamon, dont un ensemble de lames très similaires à celles utilisées dans le rite égyptien de l'ouverture de la bouche, qui permettait aux défunts d'accéder à la vie éternelle. Ces lames sont aussi fortement liées aux étoiles, étant souvent décrites dans les inventaires des temples comme composées de fer venu des étoiles, voire d'étoiles.
Les autres objets de fer étaient enveloppés avec la momie de Toutânkhamon : un repose-tête miniature contenu dans le masque funéraire, une amulette attachée à un bracelet d'or, et la dague à lame de fer et à poignée d'or. Tous ces objets étaient fabriqués avec des méthodes plutôt rudimentaires, sauf la dague qui est clairement faite de main d'expert.
Cela laisse entendre que la dague était probablement importée, peut-être en tant que cadeau diplomatique d'un territoire voisin, ce qui indique que la connaissance et les techniques de production du fer en Égypte étaient relativement limitées à cette époque. Seule une autre analyse pourrait confirmer si tous ces objets sont aussi faits de fer météoritique, mais leur présence suggère que le fer était un matériau utilisé pour indiquer un haut rang à l'époque de la mort de Toutânkhamon, vers 1327 av. J.-C.